# Tony Musante

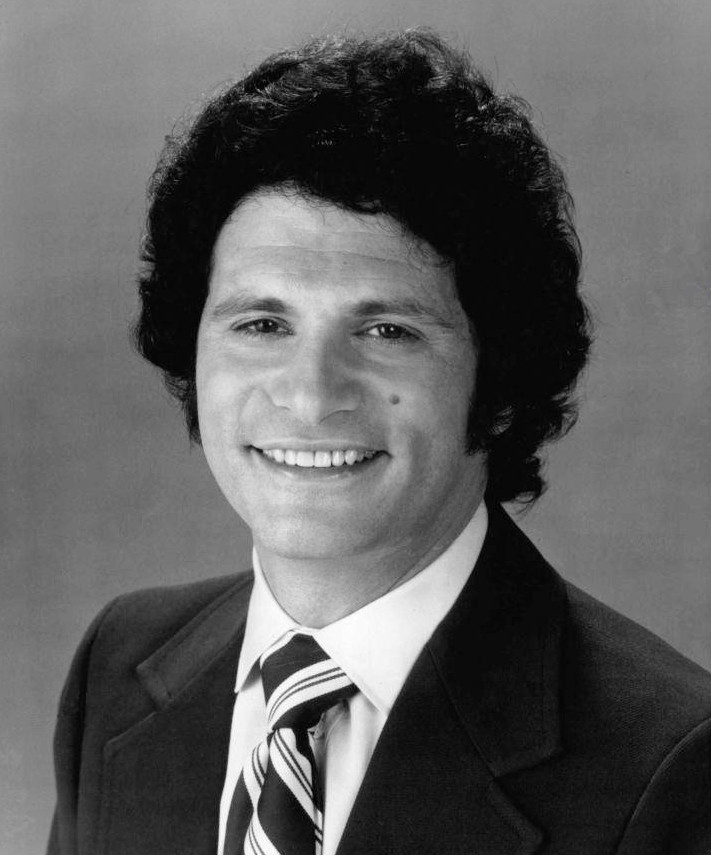
Tony Musante (1973)

Anthony Peter „Tony“ Musante (* 30. Juni 1936 in Bridgeport, Connecticut; † 26. November 2013 in Manhattan, New York) war ein US-amerikanischer Schauspieler.

## Leben
Nach seinem Schulbesuch wandte sich Musante der Schauspielerei zu. Ab 1960 war er auf Bühnen in New York City zu sehen; drei Jahre später gab er sein Fernsehdebüt, das zu zahlreichen weiteren Rollen, oftmals in Serien führte. Gewichtige Parts in Filmen spielte er Ende der 1960er Jahre in italienischen Produktionen, bevor er einem breiteren Publikum als Privatdetektiv Toma in der 23 Folgen umfassenden Fernsehserie der Saison 1973/1974 bekannt wurde. Nach zahlreichen weiteren Auftritten war er von 2000 an drei Jahre lang in der Soap Opera Jung und Leidenschaftlich – Wie das Leben so spielt zu sehen.
Danach nahm er nur noch gelegentlich Angebote an; seine Theaterkarriere hatte er stets weiter, bis ins Jahr 1996, verfolgt.
1975 war Musante für einen Emmy nominiert.

## Filmografie (Auswahl)
- 1965: Millionenraub in San Francisco (Once a Thief)
- 1967: Incident (The Incident)
- 1968: Der Detektiv (The Detective)
- 1968: Die gefürchteten Zwei (Il mercenario)
- 1969: Metti, una sera a cena
- 1970: Des Lebens Herrlichkeit (Anonimo Veneziano)
- 1970: Das Geheimnis der schwarzen Handschuhe (L’uccello dalle piume di cristallo)
- 1971: Die Grissom Bande (The Grissom Gang)
- 1971: Wen die Meute hetzt (The Last Run)
- 1973–1974: Toma (Fernsehserie, 23 Folgen)
- 1976: Aufstand der Ärzte (The Quality of Mercy) (Fernsehfilm, Folge der Serie Medical Story)
- 1977: Die Spur des Skorpions (Nowhere to Hide) (Fernsehfilm)
- 1978: Geliebte Sena (Eutanasia di un amore)
- 1978: Goodbye und Amen (Goodbye & Amen)
- 1980: Weiße Hölle (High Ice) (Fernsehfilm)
- 1983: Geheimkommando C.I.A. (Notturno) (Fernsehfilm)
- 1984: Der Pate von Greenwich Village (The Pope of Greenwich Village)
- 1984: Spiel mit der Angst (Rearview Mirror) (Fernsehfilm)
- 1985: Der Denunziant (Il pentito)
- 1985: Der Käfig (La gabbia)
- 1987: Nachtstreife (Night Heat, Fernsehserie, 1 Folge)
- 1988: Devil’s Hill (La collina del diavolo)
- 1988: Treffpunkt Triest (Appuntamento a Trieste) (Fernseh-Mehrteiler)
- 1997: Oz – Hölle hinter Gittern (Oz, Fernsehserie, 7 Folgen)
- 1999: Die siebente Papyrusrolle (The Seventh Scroll) (Fernseh-Miniserie)
- 1999: The Yards – Im Hinterhof der Macht (The Yards)
- 2000–2003: Jung und Leidenschaftlich – Wie das Leben so spielt (As the World Turns, Fernsehserie, 4 Folgen)
- 2004: Traffic (Fernseh-Miniserie)
- 2007: Helden der Nacht – We Own the Night (We Own the Night)